# Leman gasfield

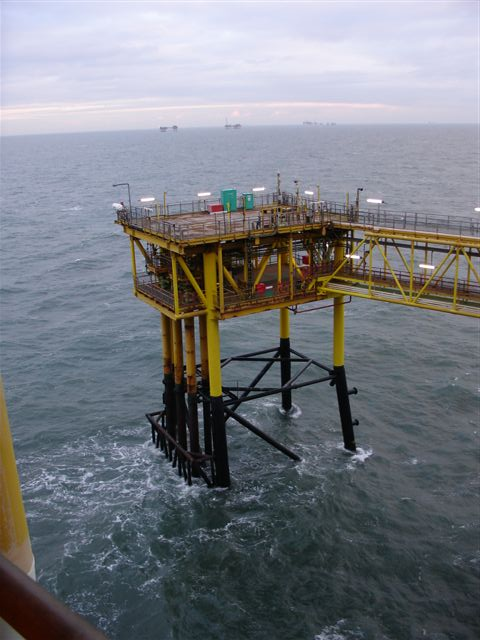
Plattformar i Lemanfältet

Leman gasfield är ett gasfält i den brittiska delen av Nordsjön. Det upptäcktes 1966 och utvinningen startade 1968.